# Stora Ådholmen, Kyrkslätt
Stora Ådholmen är en ö i Finland. Den ligger i Finska viken och i kommunen Kyrkslätt i den ekonomiska regionen  Helsingfors i landskapet Nyland, i den södra delen av landet. Ön ligger omkring 30 kilometer sydväst om Helsingfors.
Öns area är 6,1 hektar och dess största längd är 370 meter i nord-sydlig riktning. Ön höjer sig omkring 15 meter över havsytan.